# American Motors Corporation
Pour les articles homonymes, voir American et AMC.
American Motors Corporation, plus connue sous le nom AMC, est un constructeur automobile américain, créé en 1954 par la fusion de Nash Motors et Hudson Motor Car Company. À cette époque, elle fut la plus grosse fusion de sociétés réalisée aux États-Unis, évaluée à 197 793 366 $US (1,44 milliard $US en 2006). Quatrième constructeur américain, avec notamment la marque Jeep, AMC vit ses ventes décliner à la fin des années 1970 face à la concurrence des trois grands de l’auto américains et des constructeurs japonais. Il dut s’allier puis être repris par Renault en 1979. Mais face aux difficultés du groupe français, AMC fut revendu à Chrysler le 2 mars 1987. Ce dernier cessa l’utilisation de la marque AMC et des modèles venant de Renault pour ne retenir que la division Jeep et la marque Eagle.

## Histoire

### Formation
Le président de Nash-Kelvinator Corporation, George W. Mason, avait la ferme conviction que les constructeurs indépendants qui restaient en Amérique du Nord devaient fusionner face aux trois grands de l’industrie : General Motors, Ford et Chrysler. En janvier 1954, il fut donc le chef d’orchestre de la fusion avec la Hudson Motor Car Company pour former American Motors. Le président d’Hudson, A.E. Barit, demeura comme consultant et obtint un siège au conseil d’administration de la nouvelle compagnie alors que Mason devint le premier président et directeur général.
Mason entra ensuite en discussion avec James J. Nance de Packard Motor Car Company et le convainquit de devenir le fournisseur de transmissions (Packard Ultramatic) et de moteurs V8 pour AMC. Pendant ce temps, Packard achète lui-même en 1954 le constructeur Studebaker et forme Studebaker-Packard (S-P). La rumeur veut que Nance de S-P n’acceptera cependant une fusion des deux compagnies qu’à condition d’en être le président et directeur général. Or Mason et Nance ont été compétiteurs lorsqu’ils étaient chez Kelvinator et Hot Point, deux manufacturiers d’appareils électroménagers.
La mort de Mason la même année place George W. Romney à la tête d’AMC. La première déclaration publique de ce dernier, faite au Time Magazine le 25 octobre, est d’affirmer qu’aucune fusion avec Studebaker-Packard n’est prévue mais qu’il respectera l’accord d’achats de composantes. Cependant, les moteurs et transmissions de S-P ne se montrèrent pas satisfaisants et AMC décida plus tard de développer ses propres V8. Ayant décliné la fusion, S-P déclinera et la division Studebaker fermera ses portes aux États-Unis en 1964 et au Canada en 1966. Le seul autre indépendant restant dans la production automobile avec AMC était Kaiser Jeep.

### Les premiers produits

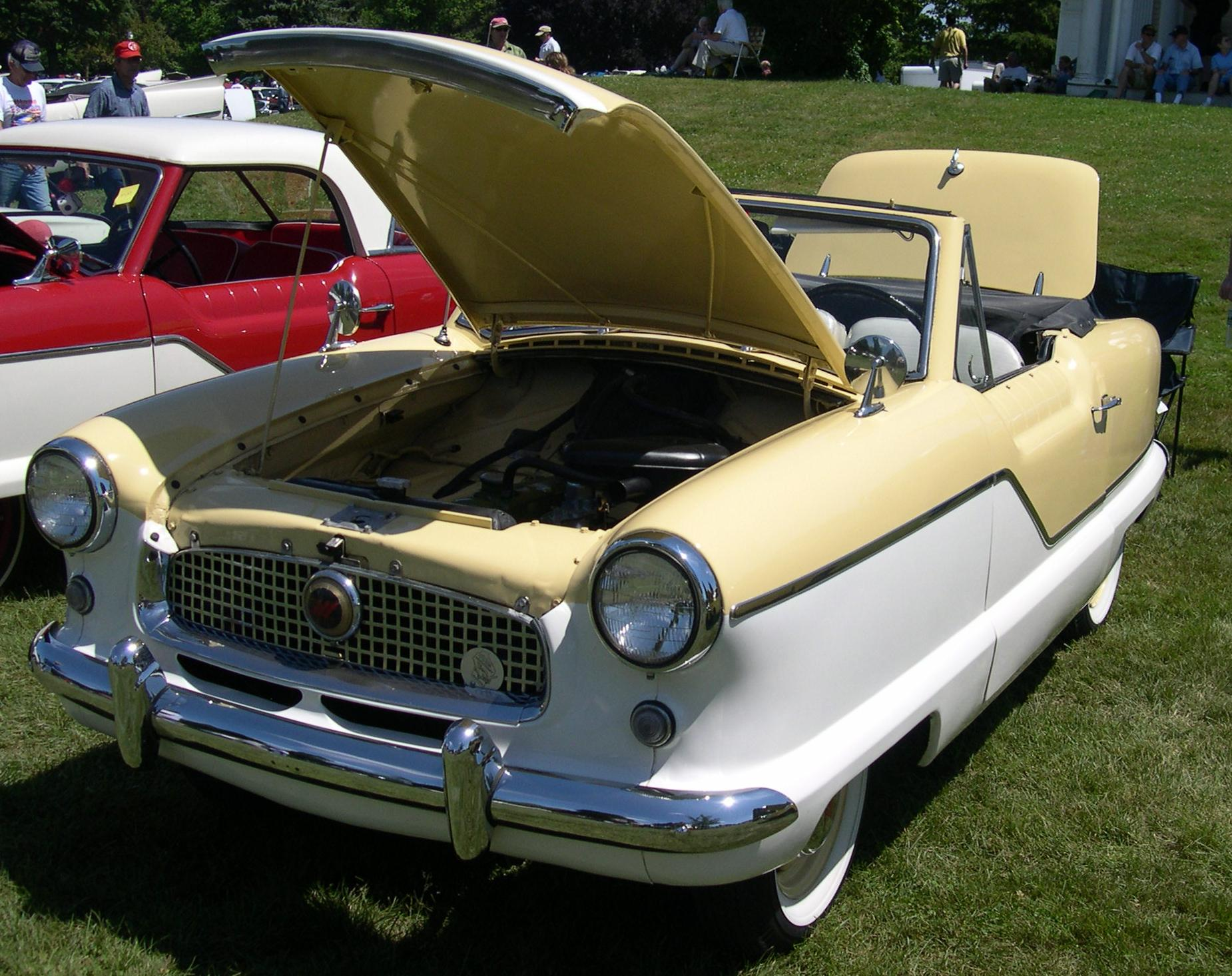
Nash Metropolitan

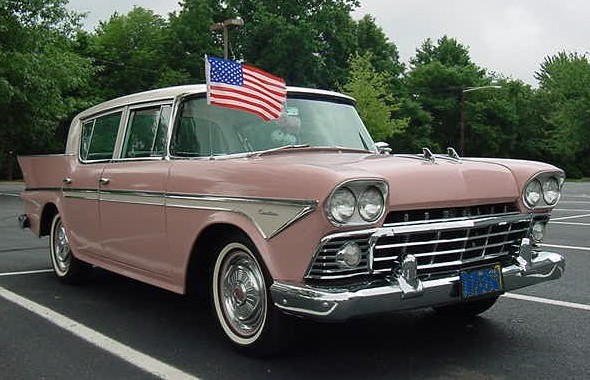
Berline Rambler 1958

American Motors combine d’abord la fabrication des modèles de Nash et Hudson dans ses usines en 1955 tout en gardant les réseaux de ventes indépendants. Le modèle Rambler est leur meilleure vente et AMC produit une version pour chaque marque. D’autre part, les modèles de Nash, comme la Statesman et l’Ambassador, voient une version développée pour Hudson sous les noms de Wasp (Guêpe) et Hornet (Frelon). Chaque version partage un châssis commun mais elles varient grandement dans leur finition et dans leur moteur. Entre autres, la Hudson Hornet continue d’utiliser le puissant moteur de 5 litres qui a fait la réputation de Hudson dans les courses de Stock-car alors que les Nash Statesman gardent leurs moteurs six cylindres à soupapes en tête bien connus des amateurs de la marque. Les versions Hudson ont été critiquées par certains pur et dur d’Hudson comme étant trop Nashesques mais elles offraient une meilleure conduite, visibilité et économie d’essence que la série régulière d’Hudson.
À partir de l’année de production 1958, les bannières Nash et Hudson furent abandonnées en faveur du nom Rambler très populaire. Ainsi les Nash Ambassador et Hudson Hornet, construit sur une plate-forme allongée de la Rambler, devinrent l’Ambassador de Rambler. AMC produisit cette année-là la Rambler American, une version à peine modifié du modèle 1955 de la Nash Rambler. Le modèle avait été si populaire que c’est la première et probablement la dernière fois qu’un modèle inchangé poursuivit sa carrière. Avec ce modèle, la lignée chez les concessionnaires Rambler comptait quatre modèles : l’American avec un empattement de 2,440 mètres, la Six et la Rebel V8 avec un empattement de 2,743 m et l’Ambassador avec un empattement de 2,972 m. On y trouvait également la sous-compacte Nash Metropolitan, importée de Grande-Bretagne, qui continua à se vendre sous ce nom dans les salons de Rambler avant de disparaître en 1962 victime de son faible volume de vente.
George W. Romney favorisait les automobiles compactes et économes d’essence vingt ans avant que ce ne fût vraiment nécessaire. Les trois grands de l’auto aux États-Unis produisaient encore des « dinosaures » selon lui. De plus, AMC fonda sa stratégie de développement autour de deux facteurs critiques permettant à la compagnie de contrôler les coûts et la qualité :
- Interchangeabilité des composantes entre les modèles ;
- Refus de changer les modèles tous les trois ans comme le reste de l’industrie.

Il sut publiciser sa vision et ses produits ce qui rendit non seulement les automobiles d’AMC très connues mais le nom Rambler devint synonyme d’une petite auto économique et fiable.

### Changement de stratégie durant les années 1960

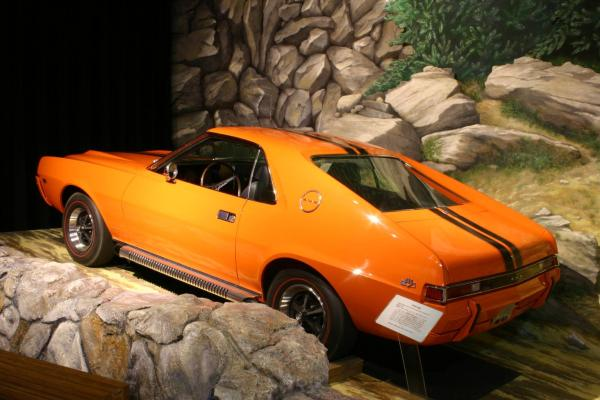
Une American Motors AMX de 1969

Les années 1960 débutent bien pour la compagnie alors qu’en 1961 la lignée Rambler détient le troisième rang des ventes parmi les constructeurs domestiques. La stratégie de Romney fonctionne et les profits sont importants ce qui élimine la dette à long terme de AMC.
En 1962, le président décide de se présenter comme gouverneur de l'État du Michigan et laisse son poste à Roy Abernethy, un dirigeant des ventes de AMC. Ce dernier pense que la compagnie doit capitaliser sur sa réputation de voitures fiables et économiques en offrant des modèles plus gros et coûteux pour les acheteurs de la marque qui veulent passer d’une petite auto à une plus grosse. Il fait donc développer des variantes plus longues de l'Ambassador et des décapotables pour 1965. Au milieu de l'année de production, il fait ajouter la Rambler Marlin qui est un « bicorps » à profil sportif. Il décide également de ne pas entrer en compétition avec le nouveau coupé sport de Ford, la Mustang, mais de rester dans le créneau des automobiles pour la famille qui favorisent le luxe personnel. Abernethy minimise la marque Rambler en plaçant en 1966 la gamme de ses autos sous la bannière American Motors.
Tous ces nouveaux modèles partagent peu de pièces et sont donc plus coûteux à produire. De plus, Abernethy change régulièrement le style de ses produits comme le font les « Trois Grands ». La gamme AMC de 1966 est acclamée par la critique mais les acheteurs ne suivent pas et des rumeurs de problèmes financiers finissent par circuler. Les nouveaux modèles Ambassador et Rebel plus luxueux sont finalement abandonnés et Abernethy est démis de ses fonctions.
Roy D. Chapin Jr., le fils du fondateur de la compagnie Hudson, devient le nouveau président et directeur général. Il met immédiatement en branle un train de réformes :
- coupure des prix des Rambler à environ 200 $ de la Coccinelle de Volkswagen
- l'Ambassador de 1968 est offerte avec la climatisation en équipement standard, soit la première fois pour une voiture nord-américaine (battant même les autos de luxe comme la Cadillac) ;
- introduction d’une auto sportive, la Javelin, pour affronter avec les Ford Mustang, Dodge Charger, etc. ;
- recentrage vers la production automobile par la vente de la division Kelvinator, fabricant d’appareils domestiques comme des réfrigérateurs, pour se dégager une marge de manœuvre financière ;
- achat de Kaiser-Jeep Corporation (précédemment Willys-Overland) de Kaiser Industries ce qui ajouta les fameux camions légers et tout-terrains Jeep à l'offre de la compagnie. Cet achat venait assortie de contrats lucratifs avec le Service postal américain (modèle DJ) et avec différents modèles de Jeep pour l'armée américaine ;
- expansion du réseau de vente international.

### Les années 1970

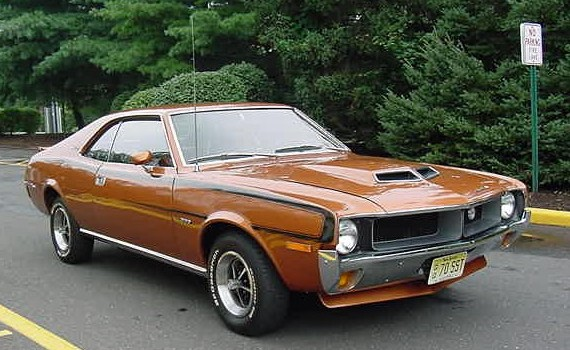
Javelin SST de 1970

La bannière de vente devient définitivement « AMC / American Motors » en 1970 après l’arrêt de la production des Rambler en 1969 aux États-Unis et au Canada. Rambler demeurera cependant un modèle ou une marque pour AMC dans certains marchés extérieurs, notamment au Mexique jusqu'en 1983. AMC s'est imposé durant les années 1980 bien que les automobiles tout-terrain fussent initialement introduites au public comme « American Eagle ». La division de production militaire fut séparée sous le nom de « American Motors General Products Division » et plus tard sous « AM General ».
Les années 1970 commencent donc sous de bons auspices avec une bannière unifiée et une nouvelle gamme d’automobiles qui correspond aux goûts et besoins de la clientèle. On reprend le concept de produire plusieurs modèles à partir du même châssis pour réduire les coûts. Ainsi, la Gremlin, première sous-compacte nord-américaine, est produite à partir du châssis de la Hornet, une compacte. Les deux seront introduites en 1970 et la Hornet deviendra le best seller de AMC depuis la Rambler Classic, avec 860 000 voitures de 1970 à 1977. La Gremlin sera produite à 670 000 exemplaires de 1970 à 1978.

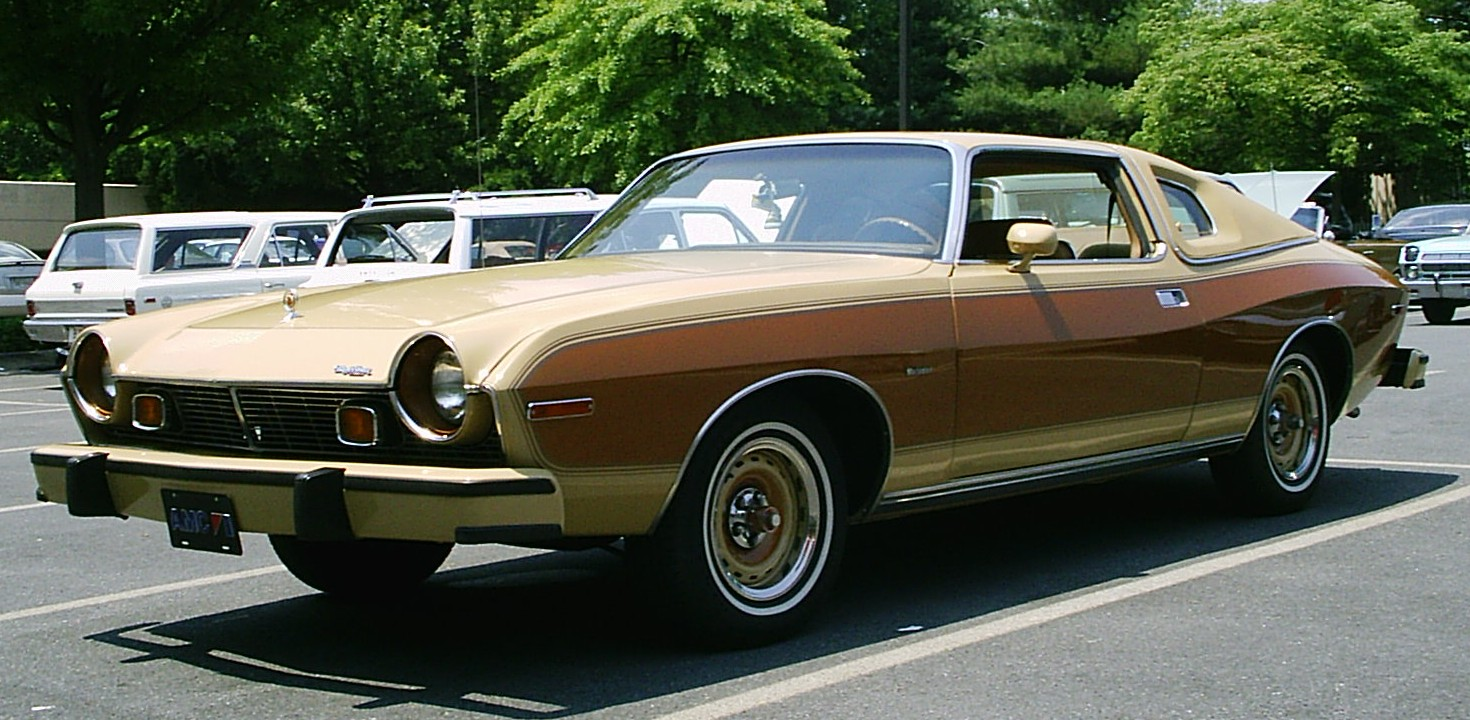
Matador Barcelona de 1977

Ces chiffres incitent AMC à se développer sur de nouveaux segments. La compagnie présente la Matador en 1971, un gros modèle en remplacement de la Rebel. AMC utilise le slogan « Qu’est-ce qu’une Matador ? » dans ses publicités pour attirer l’attention sur ce modèle. À partir de 1974, AMC produit la Matador en trois versions : berline et familiale assez conventionnelles et une version coupé appelé Matador Coupe. Les deux premières remplacent la série Ambassador, le nom de modèle le plus longtemps utilisé dans les automobiles de Nash puis AMC (1924 à 1975). La Matador Coupe n’est cependant pas un grand succès. De plus elle ne partage pas la même plate-forme que les deux autres modèles. Elle est rapidement abandonnée. Les autres Matador cessent d’être produites en 1978 faute de demande pour les gros modèles depuis le premier choc pétrolier.
La sous-compacte AMC Pacer est introduite en 1975 pour satisfaire à deux nouvelles lois américaines sur le contrôle des émissions polluantes et sur la sécurité des passagers. La Pacer devait utiliser un moteur Wankel rotatif développé par GM pour laisser plus d’espace pour les appareils de contrôle des émissions. Cependant, l’abandon de ce moteur par GM, parce qu’il était plus gourmand en essence que son équivalent à pistons, força AMC à utiliser un six cylindres en ligne de 4,2 litres de son propre arsenal. Pour ce qui est de la sécurité, la Pacer comportait des renforts d’acier dans les portes et une zone vitrée exceptionnelle, au prix d’un poids élevé pour ses dimensions.

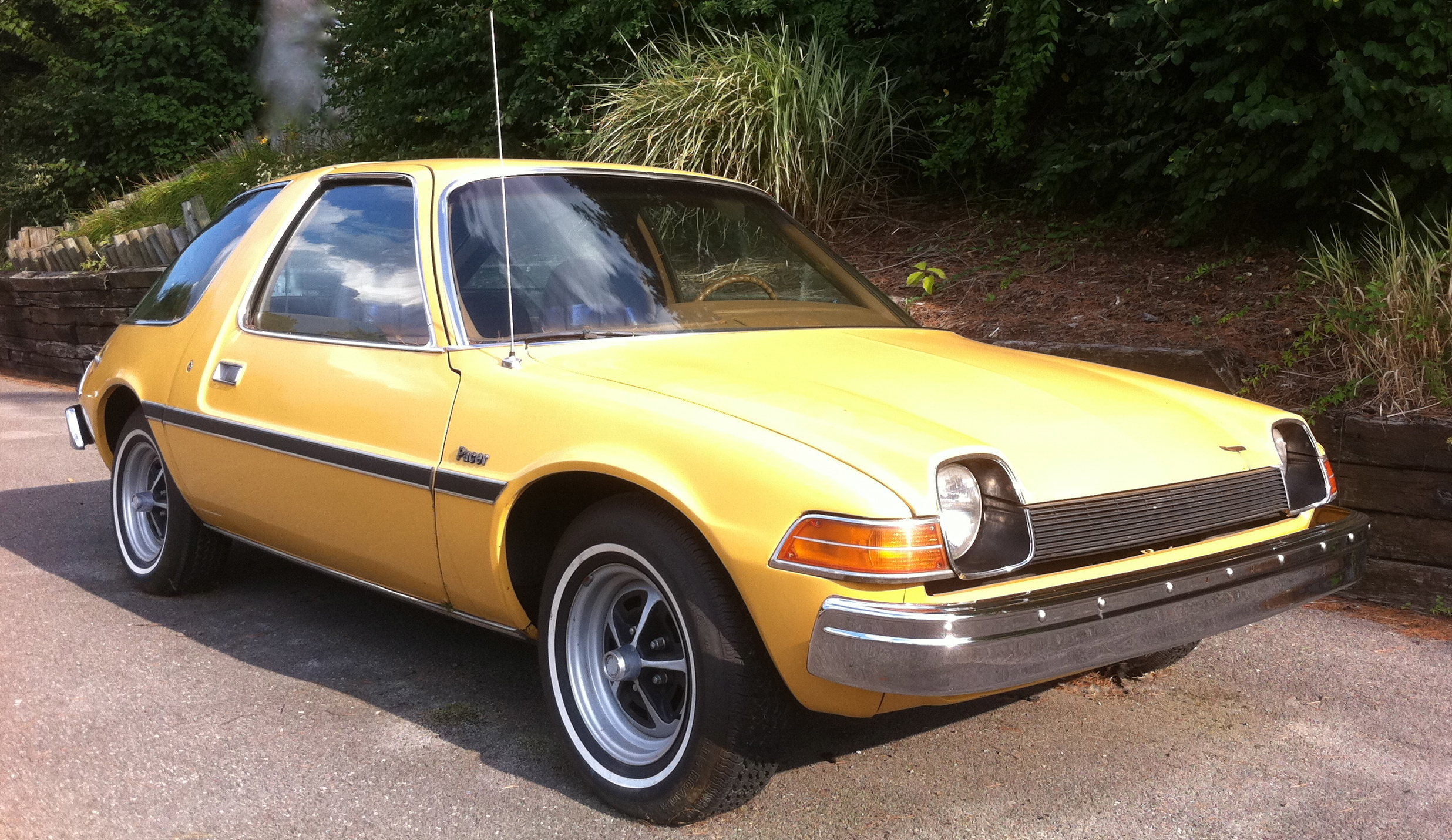
AMC Pacer de 1975, surnommé l’Aquarium

La Pacer était vendue comme la « Première grande sous-compacte » avec une largeur presque aussi grande que celle d’une Cadillac mais un empattement de sous-compacte. Cette drôle de proportion et ses fenêtres bombées couvrant 35 % de la surface totale lui donnait une allure très particulière qui lui a valu le surnom au Québec de l’Aquarium. Elle innovait cependant : ses fenêtres éliminaient la plupart des angles morts, sa porte côté passager était 10 cm plus longue que du côté conducteur afin de permettre un meilleur accès aux places arrière et ses portes était de type rasant comme celles des avions. La Pacer était construite à partir d’une nouvelle plate-forme et ne partageait que peu de composantes avec les autres modèles de AMC. Les ventes décrurent après les deux premières années et AMC essaya de rentabiliser le modèle en offrant une version familiale et une V-8 mais cela ne changea rien. Le modèle fut finalement abandonné au début des années 1980. En France, vendue par l'importateur Jean Charles Automobile, la Pacer devint l'égérie de la jet set et des célébrités du show business, comme la Ford Mustang avant elle, elle apparut notamment conduite par Coluche dans le film L'Aile ou la Cuisse, ses ventes restèrent cependant anecdotiques.
L’échec de la Pacer et de la Matador a été très coûteux pour AMC. Ils ont détourné les fonds nécessaires à la modernisation de ses autres modèles plus populaires, comme les Hornet et Gremlin. Ces échecs, conjugués à la crise financière du début des années 1980 et aux coûts croissants du pétrole, ont contribué à mettre la compagnie en difficulté financière à la fin de la décennie 1970.

### L’alliance avec Renault

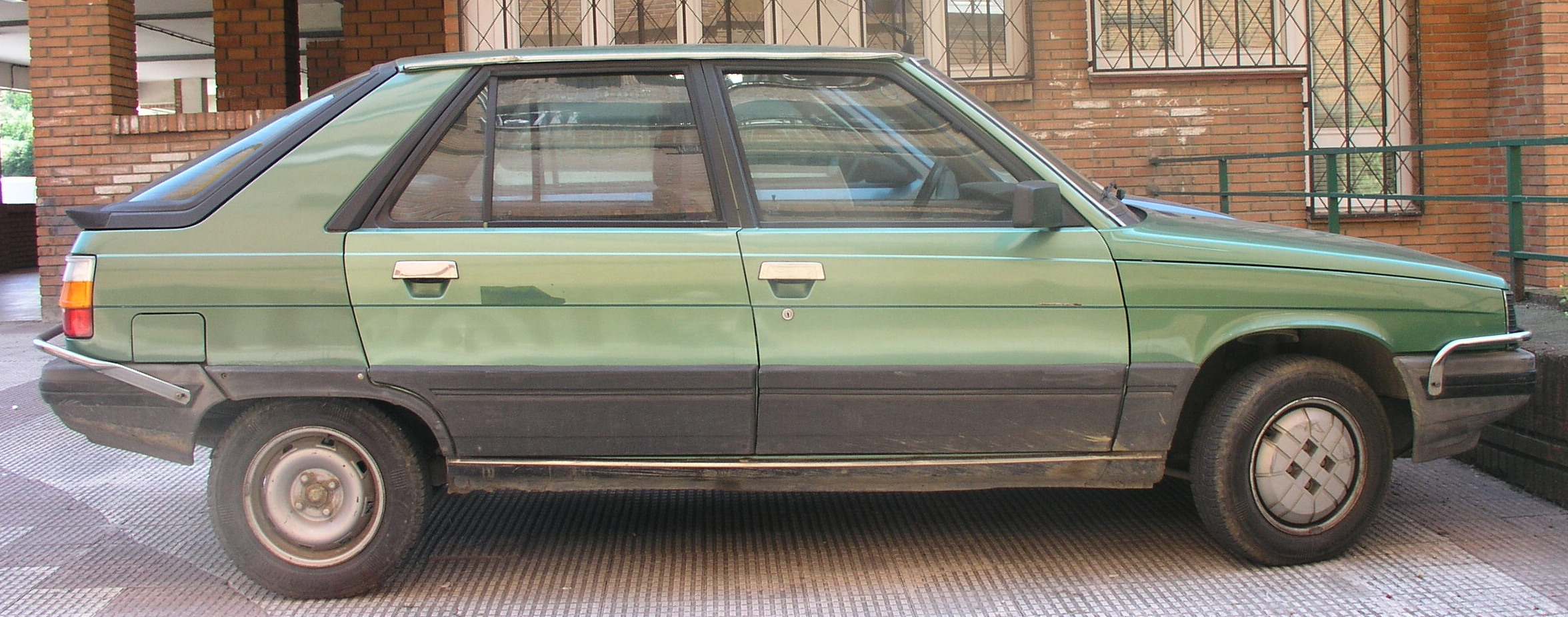
Renault 11 qui deviendra la Encore en Amérique

Pour pallier ses problèmes, AMC décide d’effectuer des changements cosmétiques à des modèles populaires comme la Hornet et la Gremlin mais ce ne peut être qu’une solution temporaire. La compagnie n'a pas les moyens de développer de nouveaux produits et la compétition s’est développée. En effet, AMC n'a plus seulement que les trois grands de l’auto nord-américaine à qui faire face mais les constructeurs japonais (Toyota, Nissan et Honda) qui ont envahi le marché avec leurs compactes économes en carburant.
Ces derniers sont plus efficaces grâce à la sous-traitance et à la philosophie du prêt juste-à-temps qui leur permet de ne plus maintenir un stock important. De plus, ils commencent à produire dans de nouvelles usines en Amérique du Nord, pour tirer avantage du pacte de l'automobile canado-américain, face à une usine vieillissante à Kenosha pour AMC. Cette dernière est la plus vieille usine en Amérique du Nord et l’assemblage se fait en deux endroits dans la ville.
La seule solution est de s’allier avec un autre constructeur. En 1979, Renault achète 5 % d’AMC et fournit 135 million $US en prêts, en échange d’un accès au réseau de vente d'AMC pour ses automobiles. Ce n'est pas la première fois que ces compagnies travaillaient ensemble. Dans les années 1960, Renault avait assemblé en France des Rambler pour compléter son offre d’automobiles de haut de gamme.
En janvier 1982, au plus fort de la récession, AMC a toutes les difficultés à garder son réseau de concessionnaires ouvert. Paul Tippett est nommé président du conseil d’administration d’AMC et Jose Dedeurwaerder, de chez Renault, devient directeur général. Ce dernier, un ingénieur et un vétéran de 23 années chez Renault, apporte une grande expertise pour améliorer l’efficacité de la structure corporative et de la production ainsi que la qualité. Il introduit également des modèles de Renault qui sont assemblés à l’usine de Kenosha. Le premier bénéfice visible pour le public est la sortie en 1983 de la Renault Alliance, une Renault 9 adaptée aux normes nord-américaines. L’Alliance obtient le titre prestigieux d’Auto de l’Année du magazine automobile Motor Trend. La Encore, basée sur la Renault 11, suit très rapidement mais des problèmes de fiabilité commencent à refroidir les clients.

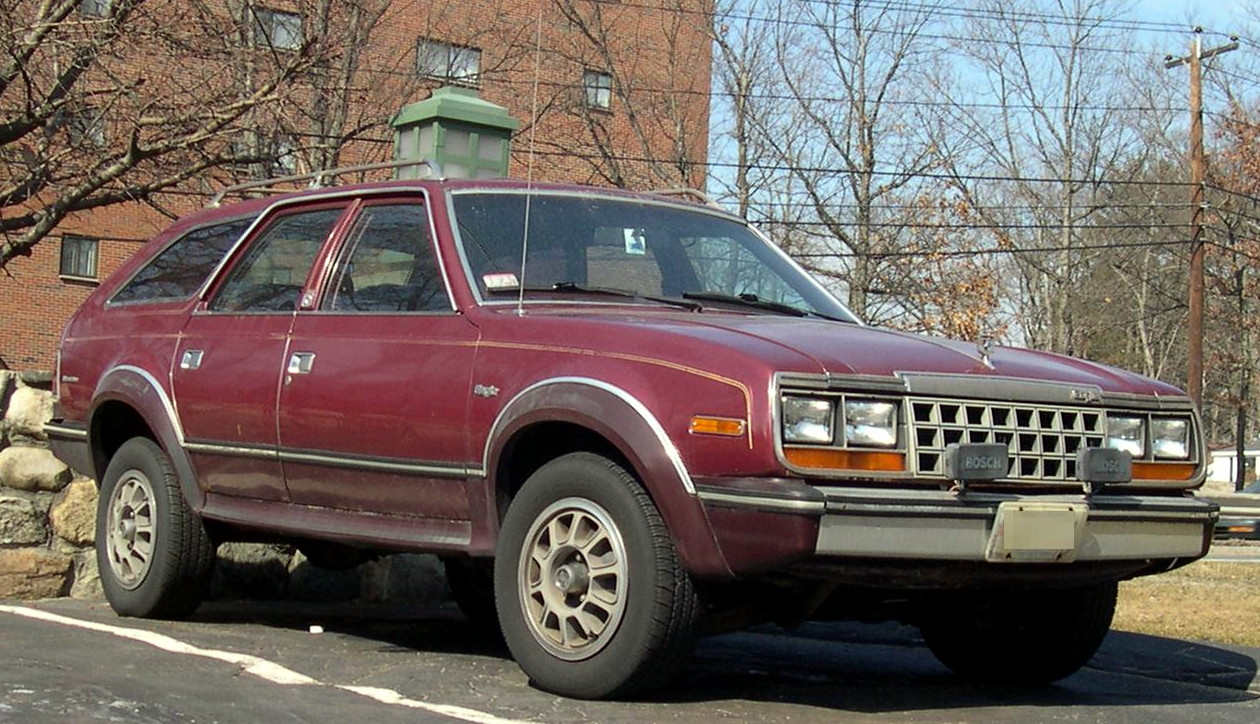
AMC Eagle Wagon de 1981.

Les autres modèles AMC sont abandonnés, sauf la série Eagle à transmission intégrale. Cette dernière, introduite en 1980, tire son origine d’une plate-forme développée pendant les années 1970 et d’une carrosserie de Concord, le premier type de crossover/multi-segments jamais produit. Elle est très populaire dans les régions où la neige est présente une bonne partie de l’année. Ses ventes sont solides au cours des deux premières années mais périclitent ensuite par la faute d’une ligne plutôt vieillotte.
L'introduction de deux nouveaux modèles Jeep en 1983, le Jeep Cherokee et le Wagoneer, redonne espoir pour l’avenir de AMC. En effet, le segment des SUV/VUS est en croissance et Jeep est la référence dans le domaine. Ces deux modèles utilisaient originellement soit un moteur 4 cylindres en ligne AMC de 2,5 litres avec carburateur ou le moteur 2,8 litres V6 à carburateur de GM. En 1986, l'injection remplace le carburateur sur le premier moteur. On offre également une version turbocompressée diesel.
La gamme des moteurs s’élargit à un moteur de six cylindres en ligne de 4,0 litres en 1987 dont l’injection électronique provient de Renault et Bendix. Les autres modèles Jeep sont conservés et se maintiennent dans les ventes. Mais, malgré ces changements et de meilleurs chiffres de vente, la situation financière d’AMC ne s’améliore pas et Renault doit augmenter sa participation à 49 % en 1983.

### Problèmes insolubles
En 1985, le prix du pétrole se met à descendre et les consommateurs nord-américains reviennent aux automobiles plus grosses et plus puissantes. Mais AMC n’a plus maintenant que des compactes et des intermédiaires dans sa gamme, ce qui affecte ses ventes. Même la vénérable Jeep CJ-5, plutôt populaire, doit être retirée de la vente à la suite d’un reportage mentionnant son instabilité dans des conditions extrêmes.
Comme si cela ne suffisait pas, AMC connaît des problèmes contractuels avec ses employés. La rumeur veut que du sabotage ait été commis sur la ligne de montage. AMC risque aussi de manquer une occasion de sous-traitance avec Chrysler qui souhaite louer une partie de l'usine de Kenosha pour l’assemblage de certains modèles populaires (Chrysler Fifth Avenue, Dodge Diplomat et Plymouth Gran Fury). Mais des rumeurs parlent d’une fermeture de l’usine à cause de sa vétusté.
Tous ces nuages à l'horizon surviennent en même temps qu'un changement à la tête de la compagnie. Pierre Semerena, un administrateur de Renault, remplace Paul Tippet. Il décide de se départir de la division des véhicules de jardin Wheel Horse Products et signe un accord pour la production de certains modèles de Jeep dans la République populaire de Chine. De plus, le département de la Défense des États-Unis force AMC à vendre sa filiale très rentable AM General car l'administration américaine ne veut pas d'un fournisseur de matériel militaire partiellement contrôlé par des intérêts étrangers. Enfin, Richard A. Teague, le vice-président de la conception durant 26 ans, quitte l'entreprise.
De son côté, le groupe Renault est lui-même dans une impasse financière. L'investissement dans AMC, incluant une nouvelle usine à Brampton en Ontario au Canada, s'ajoutent aux problèmes de liquidités de la compagnie et la force à faire des coupures impopulaires dans ses propres usines. Renault doit donc décider soit de mettre AMC en faillite et ainsi perdre sa mise de fonds, soit renflouer AMC ce qui semble sans fin ou bien trouver un acheteur.
Georges Besse, le président de Renault a confiance dans le retour à la rentabilité de AMC grâce à sa nouvelle usine et au succès des Jeep. Malheureusement pour AMC, Besse est assassiné par le groupe anarcho-communiste Action directe le 17 novembre 1986, en réponse à son style de gestion et sa prééminence dans le patronat français. Le reste de la direction de Renault décide de vendre AMC.

### Vente et fin
Chrysler avait presque conclu une entente d'utilisation de l’usine de Kenosha mais les rumeurs de vente firent avorter le projet. En mars 1987, Chrysler acheta les actions de Renault et toutes autres actions en circulation pour 1,1 milliard $US. Le nom AMC cessa dès lors d’exister et la compagnie devint la division Jeep/Eagle de Chrysler.
Le récent retour à la rentabilité de Chrysler permit à son président, Lee Iacocca, de s’approprier les véhicules Jeep extrêmement populaires. En particulier, le Grand Cherokee qui devait sortir incessamment fut un immense succès de vente. Il avait de plus reconnu l’avantage des usines modernisées d’AMC pour accroître la production de Chrysler ainsi que le réseau de vente bien établi de la compagnie. Finalement, les cadres et ingénieurs d’AMC se joignirent à l’organisation et imprimèrent de nouvelles visions à l’appareil sclérosé de Chrysler.
Renault se retira définitivement du marché nord-américain par cette vente au moment où les modèles proposés en 1988 semblaient recevoir l’aval des commentateurs automobiles. Elle tira des leçons de cet épisode lorsqu'elle s’impliqua plus tard dans Nissan.

## Legs d’AMC
American Motors a toujours connu, durant ses trente-trois années d'existence, une lutte pour la survie. L’expérience accumulée par ses cadres, ingénieurs, vendeurs et responsables de communication, continue à survivre chez Chrysler, Renault et autres entreprises qui ont à un moment ou à un autre touché à AMC.

### Innovations
La survie de AMC dépendait de ses innovations parfois brillantes. Selon Roy D. Chapin Jr., son second président, AMC devait toujours réagir rapidement pour ne pas se laisser écraser par les trois Grands de l’auto.
N’étant pas une compagnie intégrée pouvant produire tous les composants nécessaires à la construction d’une automobile, AMC a été un pionnier de la sous-traitance, notion que les autres constructeurs ont finalement dû adopter plus tard. Les directeurs de l’entreprise ont su à plusieurs reprises anticiper les changements dans l’industrie automobile, offrant avant la crise du pétrole des autos économiques en essence, entrant en partenariat avec un constructeur étranger afin de partager le risque, développant des modèles ayant certaines caractéristiques d’avant-garde : tout un tas de détails qui ont attiré une clientèle fidèle.

### Influence
Selon Robert Lutz, ex-président de Chrysler, l’acquisition de AMC était un gros risque. L’objectif était l’acquisition de la division Jeep mais l’infusion de nouvelles idées par les cadres et ingénieurs de AMC fut le trésor caché. Ceux-ci étaient habitués à travailler avec des ressources minimes et ont développé des pratiques innovatives. Iacocca alla même jusqu’à garder certaines équipes, comme celle des ingénieurs, intactes.
Il mit à la tête de la conception François Castaing, de AMC, qui défit les équipes par secteurs de Chrysler pour les remplacer par le modèle par projet de AMC. La structure était plus souple et permettait aux participants de voir le développement d’un modèle du début à la fin au lieu de ne voir qu’une partie, comme le dessin du moteur, de ce qui aboutirait en une multitude de modèles. Ceci simplifiait la bureaucratie et permettait une plus grande émulation entre les équipes.
Malheureusement, les erreurs de AMC se sont parfois répétées chez Chrysler : trop de nouveaux modèles, peu de mise à jour de certains autres populaires, pas assez d’intégration entre les plates-formes, etc. Cela s’est même propagé après la fusion avec Daimler qui n’a pu tirer des leçons de la fusion Nash-Hudson.
General Motors engagea certains cadres de AMC, dont Lutz, avec les mêmes résultats que chez Chrysler. Renault prit une approche parallèle à celle qu’elle avait prise avec AMC lors du partenariat avec Nissan. Cependant, elle persista cette fois-là et en récolte maintenant les bénéfices.

### Produits

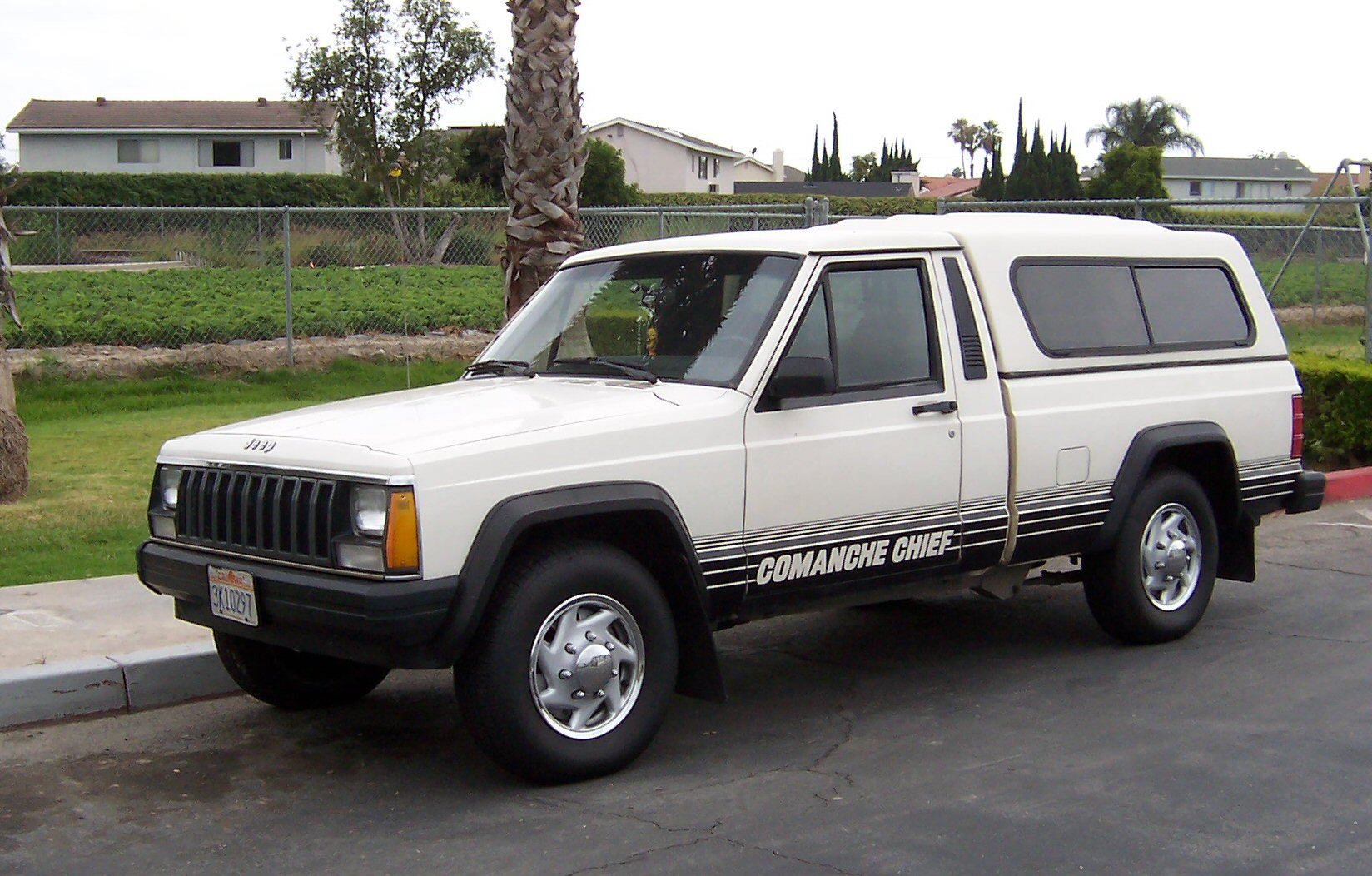
Jeep Comanche.

Jeep est le legs le plus apparent d’American Motors puisque la série survit de façon presque intacte jusqu’à présent. La plupart des modèles de 2006 sont des variations sur ceux de 1987 ou étaient en cours de conception à ce moment-là. La division AM General des produits militaires est également très vivante avec le High mobility multipurpose wheeled vehicle (HMMWV - "Humvee") et ses variantes civiles comme les Hummer H1 et le H2.
Certains modèles hérités de Renault, comme la Médaillon et la Premier, étaient très avancés par rapport à ce que Chrysler avait lors de l’achat d’AMC et devinrent après un changement de nom la base de plusieurs modèles des années 1990. Ainsi la Médaillon fut vendue sous le nom de Eagle Medallion dès 1988 et la Summit fut produite par Mitsubishi Motors pour Chrysler dès 1989. La Premier devint la Eagle Premier, la Dodge Monaco et la base de la série des Chrysler Concorde, Chrysler New Yorker, Chrysler LHS, Dodge Intrepid et Eagle Vision. Elle servit même au développement de la Chrysler 300M.

### Filiales
Durant son histoire, AMC acheta et disposa de plusieurs filiales qui existent encore aujourd’hui :
- Kelvinator : producteur d’électroménager est devenu une marque déposée d’Electrolux

- Jeep : les très populaires véhicules tout-terrains font partie des produits de Chrysler Corporation.

- AM General : est maintenant la propriété de MacAndrews & Forbes Holdings et Renco Group.

- Wheel Horse Products Division : est maintenant une division de la compagnie de tracteur de jardins Toro.

- Beijing Jeep : une filiale établie en République populaire de Chine en 1983 pour produire des Jeep pour le marché chinois est sous la gouverne de Chrysler Corporation. Elle a fait l’objet d’un livre sur les entreprises conjointes, Beijing Jeep, par James Mann.

### American Motors dans la culture populaire
Le petit frère pauvre de l’industrie automobile américaine a quand même réussi à survivre trente-trois ans en innovant et en développant une stratégie publicitaire différente. Ces automobiles de style très caractéristique et parfois bizarres sont entrées dans la culture populaire nord-américaine. Plusieurs ont fait des apparitions dans des films comme :
- le film de James Bond, L’Homme au pistolet d’or, utilise une Javelin de 1974 qui effectue un tonneau lors d’un saut au-dessus d’une rivière en utilisant comme rampe un pont coupe et une Matador Coupé qui se transforme en avion avec l’ajout d’ailes ;
- le film The Betsy de 1978 fut filmé dans l’usine de Kenosha et montre des AMC Concord (en) et AMC Spirit en construction ;
- le film L'Aile ou la Cuisse de 1976 utilise une AMC Pacer X (voiture de Coluche);
- dans le film Gremlins de 1984, une AMC Gremlin est vue en ouverture avec ses clignotants en fonction ;
- dans le film Un éléphant ça trompe énormément, Anny Duperey conduit une AMC Gremlin ;
- dans le film d’animation Cars, on retrouve plusieurs autos d’AMC ou qui sont reliées à son histoire : Hudson Hornet, Jeep, Eagle Talon, Pacer et Rambler Ambassador ;
- on voit également plusieurs automobiles d’American Motors vehicles dans le film de 2006 À la recherche du bonheur.

Certains lieux ont des noms inspirés de AMC ou de ses produits :
- une école primaire de Kenosha (Wisconsin) se nomme Thomas B. Jeffery, le fondateur de la compagnie Rambler qui deviendra une composante de Nash Motors puis d’AMC. Les équipes de sports de l’école sont les "Jeffery Gremlins" dont le logo est une copie de celui de la AMC Gremlin[7].

### Source
- (en) Cet article est partiellement ou en totalité issu de l’article de Wikipédia en anglais intitulé « American Motors Corporation » (voir la liste des auteurs).